# OBN
OBN (аббр. от англ. Open Broadcast Network — «Открытая вещательная сеть») — телеканал из Боснии и Герцеговины со штаб-квартирой в Сараеве.

## История
Компания была основана в 1996 году Управлением Верховного представителя и Европейским союзом. Была ориентирована на новости, а международные владельцы инвестировали около 20 миллионов долларов США в развитие OBN как нейтрального телеканала.
В 2000 году OBN стала частной новостной компанией, когда её приобрел Иван Чалета, хорватский предприниматель и бывший владелец Nova TV. Позже AMC Networks International купила 85 % акций телеканала. Чалета выкупил 85 % акций телеканала у AMC Networks International в ноябре 2019 года, снова став единственным владельцем канала.